# Gary Holt
Gary Wayne Holt (4. května 1964 San Pablo) je americký hudebník, nejznámější jako kytarista a textař thrashmetalové skupiny Exodus a bývalý člen kapely Slayer, ve které nahradil Jeffa Hannemana po jeho smrti v roce 2013.

## Životopis

### Exodus
Po odchodu kytaristy Tima Agnella z Exodus v roce 1981 ho Holt nahradil a stal se rovněž hlavní textařem skupiny. Je nejdéle působícím členem kapely v její historii a rovněž jediným členem, který hrál na všech studiových albech.

### Slayer
Slayer 12. února 2011 oznámili, že Holt dočasně nahradí Jeffa Hannemana. Hrál například na vystoupení thrashmetalové „velké čtyřky“ v Kalifornii a na texaském Fun Fun Fun Festu. Po Hannemanově smrti v roce 2013 se stal trvalým členem a u Slayer zůstal až do jejich rozlučkového turné v letech 2018–2019. Hrál rovněž na posledním albu Repentless, ale kromě kytarových sól se na psaní skladeb nepodílel.

## Diskografie
Exodus
- Bonded By Blood (1985)
- Pleasures of the Flesh (1987)
- Fabulous Disaster (1989)
- Impact Is Imminent (1990)
- Good Friendly Violent Fun (1991)
- Lessons in Violence (1992)
- Force of Habit (1992)
- Another Lesson in Violence (1997)
- Tempo of the Damned (2004)
- Shovel Headed Kill Machine (2005)
- The Atrocity Exhibition... Exhibit A (2007)
- Let There Be Blood (2008)
- Exhibit B: The Human Condition (2010)
- Blood In, Blood Out (2014)

Slayer
- Repentless (2015)